# Hafsizi
Hafsizii (în arabă: الحفصيون‎, transliterat al- Ḥafṣiyūn) au fost o dinastie de origine sunnită din nordul Africii ce a urmat Dinastia Almohadă, având capitala la Tunis. În încercarea de a se apăra de clanul Banū Ghaniyya, califul almohad al-Nasir a numit un guvernator în Tunis în 1207 pentru a se ocupa de administrație, pe Abu Zakariyya Yahya, guvernator ce mai târziu și-a declarat indepentența. 
Hafsizii au adoptat titlurile de calif și sultan și s-au considerat succesori legitimi ai dinastiei almohade. Tunisia modernă, vestul Libiei și estul Algeriei (Ifriqiya) au ajuns sub conducerea lui Abu Zakariyya Yahya care a avut grijă ca Tunis să devină principalul centru economic și cultural al imperiului. Dinastia hafsidă era descendentă a clanului Banū Ḥafṣ, un clan puternic printre grupurile almohazilor. Perioada în care au stăpânit în Ifriqiya (actualia Tunisia) a fost între anii 1229 și 1574. În această perioadă frontierele lumii musulmane au fost modificate considerabil. Abū Zakariyyāʾ a avut grijă ca economia să prospere, prin acorduri comerciale cu țări apropiate, precum Italia, Spania și și-a extins puterea în nordul Marocului și Spania, ce au permis o bună dezvoltare.

## Caracteristici
Hafsizii au avut sub dominație Ifriqiya până în secolul XVI, zona controlată de ei fiind fie extinsă, fie restrânsă, ca răspuns la instabilitatea internă sau presiunea venită din exterior. Gradul de izolare varia de la o dinastie la alta – hafsizii trăiau în mijlocul societății, izolându-se foarte puțin, spre deosebire de Dinastia Mamelucă, care s-a retras din ce în ce mai mult. .) 
Când se aflau la apogeul puterii, în a doua jumătate a secolului XIII, sub conducerea lui Abu ’Abdallah Muḥammad al-Mustanṣir, orașele Tunis, Ceuta, Tanger, Granada, Fez, Alger și alte centre urbane au ajuns sub controlul hafsizilor. . Această dinastie a atins punctele culminante în perioada lui al-Mustansir (1249-1247), Abu Faris (1394-1434) și Uthman (Hafsid) (1435-1488). Conflictele dintre lorzii feudali au dus la încurajarea invaziilor de către străini, astfel încât, la sfârșitul secolului XIII, dinastia hafsidă a căzut într-o fază de destabilizare și slabire politică. Acest declin al puterii centrale a dus la deteriorarea relațiilor cu puterile europene, în ciuda legăturilor comerciale și la invadarea de către marocani la jumătatea secolului XIV, urmați de turci și de spanioli, care au instaurat un protectorat în Tunisia ce a durat din 1535 până în 1574. Turcii au pus stăpânire pe ținut, iar hafsizii au fost destituiți. 
Perioada timpurie hafsidă a marcat sfârșitul unei lungi perioade de dezvoltare economică în Ifriqiya. Pe durata secolului XIII producția agricolă a fost redusă până în punctul în care foametea și-a făcut apariția pe teritoriul hafsid, în ciuda efectelor pe care ciuma și războiul le-au avut asupra numărului de locuitori (hafsizii au fost la putere în timpul epidemiilor din secolul XIV), Moartea Neagră fiind cea mai răspândită epidemie, care a redus populația cu cel puțin o treime. . O poartă de salvare nu a reprezentat-o comerțul saharian cu aur și sclavi, care trecea doar ocazional prin centrele ce se aflau sub dominație hafsidă. Guvernul hafsid a fost nevoit să se concentreze pe diferite sectoare economice, cum ar fi intermedierea schimburilor de pe Mediterană. . În această perioadă de peste trei sute de ani s-a menținut o bună relație diplomatică cu zona Iberică, în special Granada. Începând cu Muhammed V și până la nepotul său, Muhammed IX, cele două puteri s-au bucurat de o relație de susținere reciprocă. . 
Hafsizii s-au aflat în bune relații cu Granada în special în timpul sultanului Abu Faris, ce a coincis cu domnia lui Muhammad IX, care a trimis un ambasador în Tunis în anul 1421. Cel mai de seamă rol pe care Abu Faris l-a avut în această relație de diplomație a fost când i-a oferit lui Muhammad IX adăpost, atunci când acesta a fost destituit în 1427. Relațiile de diplomație dintre cele două state au continuat, însă interesul față de afacerile cu Granada a scăzut odată cu moartea lui Abu Faris.. 
În ceea ce privește controlul asupra regiunilor cucerite, hafsizii au întâmpinat dificultăți în încercarea de a-și exercita controlul deplin și de a controla regiunile îndepărtate ale statului: unii shaykh-i tribali și unele orașe îndepărtate erau mai mult sau mai puțin autonome, însă, cu trecerea timpului, autoritatea conducerii centrale a crescut. Totodată, aceasta dinastie a fost una din puterile care au reușit să instaureze o ordine stabilă în perioada în care a avut loc invazia mongolă, și, implicit, sfârșitul Califatului abbasid. . 

## Economie
Lunga tradiție a agriculturii, păstoritul, industria și schimbul comercial au ajutat la dezvoltarea de-a lungul acestor ani a dinastiei hafside, fiindu-i asigurată o ascensiune sigură către putere și formând un cadru pentru economia acestui teritoriu pe timpul celor trei sute de ani. Caracteristicile esențiale ale economiei din această zonă se regăsesc în bogăția regiunii, derivată din producerea și exportarea uleiului și semănarea cerealelor. În al doilea rând, exista un sector vast dedicat creșterii de animale și producției și exportului de piele. Aceste două sectoare erau compatibile din punct de vedere al spațiului, existând și un al treilea aspect al economiei: producerea de ceramică și pânză. .

## Administrație
Întrucât controlul strict al unui imperiu vast necesita o birocrație bine organizată, ca în majoritatea statelor, principalele funcții administrative au rămas cele din timpul dinastiei abbaside. Exista o cancelarie (diwan al-insha) unde se redactau scrisorile și documentele într-un limbaj corect și exact, în conformitate cu formele și precedentele recunoscute, documentele respective fiind păstrate tot aici; o vistierie, care avea rolul de a supraveghea declararea, colectarea și cheltuirea veniturilor; și un departament special care ținea contabilitatea și arhiva armatei. În statul hafsizilor exista câte un wazir pentru fiecare dintre cele trei departamente, iar șambelanul (hajib), care controla accesul la suveran, putea fi mai important decât oricare wazir. Wazir-ul și alți înalți demnitari proveneau uneori din elita militară, dar, în general, sfera guvernamentală era alcătuită din administrația civilă în care membri ai populației urbane locale puteau juca un anumit rol. Ei aveau educația și pregătirea necesare pentru a lucra la cancelarie sau vistierie. Membri ai societății urbane conduse de o dinastie sau un grup străin puteau pătrunde în elita dominantă, cel puțin până la un nivel al acesteia – în cazul hafsizilor, cunoaștem că ei au apelat la exilații din Andaluzia. Nucleul armatei inițiale era alcătuit din triburi rurale, dar când dinastia s-a instalat ferm, a început să se sprijine tot mai mult pe mercenari, arabi din Andaluzia, creștini europeni convertiți și turci. La nivelul orașelor – întrucât un oraș nu putea fi guvernat fără o anumită cooperare între suveran și locuitori, existau și unii membri ai comunităților urbane recunoscuți de suverani ca reprezentații si purtătorii lor de cuvânt, ce erau responsabili cu menținerea ordinii și a supunerii, dar și cu împărțirea taxelor datorate de membrii comunității. Existau purtători de cuvânt și pentru interese mai generale, la un nivel superior. În timpul hafsizilor, exista un amin al-umana, care vorbea în numele capilor tuturor breslelor. Putea exista și un ra’is al-tujjar, reprezentantul marilor negustori implicați în profitabilul comerț pe distanțe mari. .
Când un suveran urca pe tron, avea loc o ceremonie de investitură (bay’a), o reminiscență a uzanței islamice timpurii potrivit căreia domnitorul era ales de popor. În Tunisia hafsidă, de exemplu, se organizau două asemenea ceremonii : în cursul primei ceremonii, principalii demnitari depuneau jurământul de credință, în cursul celei de-a doua, suveranul era prezentat locuitorilor capitalei. Această prezentare era repetată în fiecare vineri, când numele suveranului legitim era menționat în predica din timpul rugăciunii de la prânz. .

## Conducători hafsizi
- Abd al-Wahid (1207–1216)
- Abd-Allah (1224–1229)
- Abu Zakariya (1229–1249)
- Muhammad I al-Mustansir (1249–1277)
- Yahya II al-Watiq (1277–1279)
- Ibrahim I (1279–1283)
- Abd al-Aziz I (1283)
- Ibn Abi Umara (1283–1284)
- Abu Hafs Umar I (1284–1295)
- Muhammad I (1295–1309)
- Abu Bakr I (1309)
- Aba al-Baqa Khalid an-Nasir (1309–1311)
- Aba Yahya Zakariya al-Lihyani (1311–1317)
- Muhammad II (1317–1318)
- Abu Bakr II (1318–1346)
- Abu Hafs Umar II (1346–1349)
- Ahmad I (1349)
- Ibrahim II (1350–1369)
- Abu al-Baqa Khalid (1369–1371)
- Ahmad II (1371–1394)
- Abd al-Aziz II (1394–1434)
- Muhammad III (1434–1436)
- Uthman (1436–1488)
- Abu Zakariya Yahya II (1488–1489)
- Abd al-Mu'min (Hafsid) (1489–1490)
- Abu Yahya Zakariya (1490–1494)
- Muhammad IV (1494–1526)
- Muhammad V (1526–1543)
- Ahmad III (1543–1569)
- Ottoman conquest (1569–1573)
- Muhammad VI (1573–1574)

## Vezi și
- Dinastia Almohadă
- Listă a dinastiilor musulmane sunnite